# Thin Lizzy
Thin Lizzy est un groupe irlandais de hard rock formé à Dublin en 1969. À l'origine un trio composé d'Eric Bell (guitariste), Phil Lynott (bassiste, chanteur et principal compositeur) et Brian Downey (batteur), le groupe connaît un premier succès en 1973 avec Whiskey in the Jar, une adaptation d'un air traditionnel irlandais. Après le départ de Eric Bell, remplacé par les guitaristes Brian Robertson et Scott Gorham, Thin Lizzy atteint le sommet de sa popularité en faisant évoluer sa musique vers le hard rock. Sorti en 1976, l'album Jailbreak est une grande réussite, notamment grâce au morceau The Boys Are Back in Town et d'autres que les fans apprécient comme Jailbreak ou Emerald.
De la fin des années 1970 à sa séparation en 1983, le groupe continuera son chemin avec une audience fidèle, mais ne parviendra pas à s'imposer auprès des médias comme un acteur majeur de la scène rock internationale. Toutefois, son influence musicale est significative auprès des musiciens et on la retrouve dans la plupart des groupes de heavy metal à deux guitaristes solistes, ainsi que dans ceux issus de la vague fusion hard rock – funk apparus vers la fin des années 1980. Depuis 1994, Thin Lizzy se reforme à plusieurs reprises sans son leader Phil Lynott, décédé en 1986, pour donner quelques concerts et enregistrer un album live.

## Biographie

### Origines et débuts (1969–1972)
À 17 ans, Phil Lynott est le chanteur d'un groupe de Dublin, les Black Eagles. Brian Downey, qui connaît Phil Lynott pour avoir fréquenté la même école, rejoint le groupe au poste de batteur. Après la séparation des Black Eagles, Brian Downey intègre Sugar Shack, un groupe éphémère qui obtiendra cependant un succès national en 1968 avec une reprise de Tim Rose, Morning Dew. De son côté, Lynott rejoint Kama Sutra et peu de temps après, Skid Row, le groupe du bassiste Brush Shiels et du batteur Noel Bridgeman. Originaire de Belfast, le guitariste Gary Moore complète la formation. En 1969, Skid Row enregistre le single New Faces, Old Places. Phil Lynott est peu motivé par un groupe dans lequel il n'a pas la possibilité d'imposer ses compositions et se retrouve rapidement évincé. Skid Row, devenu un trio, enregistrera par la suite deux albums, Skid en 1970 et 34 Hours en 1971.
À la fin de l'année 1969, Phil Lynott et Brian Downey se retrouvent et décident de monter un nouveau groupe. Baptisée Orphanage, cette nouvelle formation comprend Joe Staunton à la guitare et Pat Quigley à la basse. Eric Bell, un guitariste ayant joué dans divers groupes locaux tels que Shades of Blue et The Dreams de John Farrell, assiste à un concert de Orphanage. Impressionné par Brian Downey, il lui fait part de son intention de monter un groupe et lui propose d'en être le batteur. Phil Lynott, qui a appris les rudiments de la basse auprès de Brush Shiels lors de son passage dans Skid Row, les rejoint. Renforcée par le joueur de claviers Eric Wrixon, la première mouture de Thin Lizzy voit le jour. Le nom du groupe est proposé par Eric Bell, d'après le patronyme d'un héros de bandes dessinées, Tin Lizzie. « Tin » (métallique) devient « thin » (mince) mais avec l'accent irlandais les deux mots se prononcent de la même façon. Un single est enregistré au cours de l'été 1970 et est publié sous le nom « Thin Lizzi ». Des 500 exemplaires mis en vente, à peine plus de la moitié s'écoule. Après quelques concerts, Eric Wrixon quitte le groupe dont le nom est désormais Thin Lizzy,. Wrixon est mort le 13 juillet 2015.
En attendant d'être repérés par une maison de disques, Phil Lynott et Eric Bell se produisent dans les pubs des environs de Dublin. Ils y interprètent des chansons puisées dans le répertoire traditionnel irlandais, très éloignées de la musique de Thin Lizzy dont la principale influence est le rock psychédélique de Jimi Hendrix et le blues de Jeff Beck et Eric Clapton.
En novembre 1970, Thin Lizzy assure la première partie d'un concert du chanteur Ditch Cassidy. Frank Rogers, envoyé par la maison de disques londonienne Decca Records, est dans la salle. Il vient initialement pour Ditch Cassidy mais Thin Lizzy l'impressionne fortement et il propose au groupe un contrat d'une durée de trois ans. Le premier album de Thin Lizzy est enregistré à Londres sous la direction du producteur américain Scott English. Les chansons proviennent pour la plupart du répertoire d'Orphanage. Les musiciens et leur producteur travaillent sous l'emprise du LSD et de la marijuana, les drogues en vogue à cette époque. À sa sortie, l'album bénéficie du soutien du DJ de Radio-Luxembourg Kid Jensen qui le programme régulièrement dans son émission Jensen's Dimensions. C'est pourtant un échec commercial.
Après un mini-album de quatre titres, New Day, Thin Lizzy enregistre Shades of a Blue Orphanage, un deuxième album un peu brouillon. Les ventes ne décollent pas et le groupe est contraint de rentrer en Irlande. Au cours de l'année 1972, Bell, Lynott et Downey s'associent au chanteur Benny White et au claviériste Dave Lennox, et publient, sous le nom Funky Junction, un album composé en majorité de reprises de Deep Purple.

### Whiskey in the Jar(1972–1974)

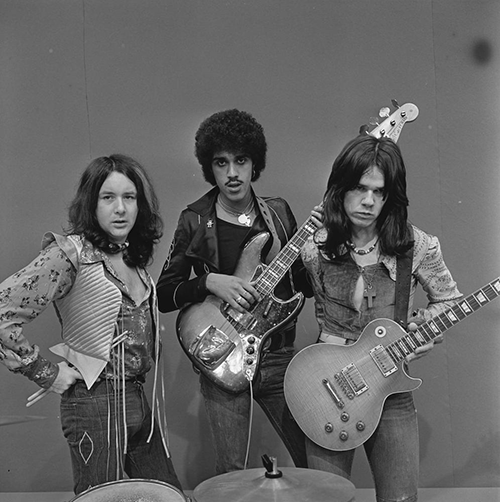
Thin Lizzy en 1974.

Initialement prévue pour être en face B du single Black Boys on the Corner, Whiskey in the Jar, une chanson du folklore irlandais adaptée par Eric Bell et Phil Lynott façon hard rock, est le premier succès de Thin Lizzy. L'initiative de sortir le single en plaçant Whiskey in the Jar en face A revient à Ted Carroll, le manager du groupe. Une tournée en première partie de Slade est organisée. Phil Lynott bénéficie ainsi des précieux conseils des musiciens de Slade et de leur manager, Chas Chandler, ancien manager du Jimi Hendrix Experience.
En février 1973, le passage de Thin Lizzy à l'émission télévisée Top of the Pops propulse Whiskey In The Jar à la sixième place du classement des ventes de singles au Royaume-Uni. Ce début de célébrité qui arrive grâce à une reprise plutôt qu'à une composition originale n'est pas du goût d'Eric Bell. Le guitariste a également des difficultés à assumer la pression due au succès et à faire les efforts promotionnels réclamés par la maison de disques. Sorti en mai, Randolph's Tango, le single suivant, passe complètement inaperçu.
Le troisième album de Thin Lizzy, Vagabonds of the Western World, sort en septembre 1973. Plus abouti que ses prédécesseurs, il reste un exemple d'éclectisme tout en s'orientant vers une musique plus dure, proche du hard rock, à l'image du single The Rocker. Les nouvelles contraintes dues au succès naissant viennent à bout de la patience d'Eric Bell. Il quitte le groupe au début de l'année 1974, immédiatement remplacé par Gary Moore, dont la carrière solo entamée après la séparation de Skid Row peine à décoller. Sans interrompre la tournée en cours, la nouvelle formation enregistre le single Little Darling, un rock tonitruant renforcé par une section de cuivres, et commence à travailler sur les compositions destinées au prochain album. Au bout de quatre mois, Gary Moore annonce son départ. Le guitariste ne parvient pas à s'adapter au rythme de vie des deux infatigables fêtards Phil Lynott et Brian Downey. Lors d'une interview, Gary Moore confiera que rester avec Thin Lizzy affectait sa santé et aurait fini par le tuer. Il est remplacé par Andy Gee et John Cann, le temps de quelques concerts en Allemagne.
Le contrat qui lie Thin Lizzy à sa maison de disques Decca arrive à terme et n'est pas renouvelé. Brian Downey, démoralisé, décide de tout arrêter. Phil Lynott n'a cependant pas l'intention de renoncer. En juin, il auditionne deux guitaristes, Brian « Robbo » Robertson, un écossais de 17 ans originaire de Glasgow, et Scott Gorham, un californien. Les styles des deux guitaristes sont très différents mais néanmoins se complètent à merveille. Brian Robertson est un inconditionnel de la pédale wah-wah alors que Scott Gorham développe un jeu très mélodique. Phil Lynott décide de les intégrer tous les deux dans Thin Lizzy. Brian Downey est à nouveau motivé et il revient sur sa décision. Le groupe, désormais un quatuor, se produit au Marquee de Londres et décroche un contrat avec une nouvelle maison de disques, Vertigo.
L'album Night Life publié en novembre 1974 sera le premier grand succès du groupe. Celui-ci y aborde différents styles musicaux : rock au groove funk avec It's Only Money, blues pour Night Life et rock celtique avec Philomena, un hommage à la mère de Phil Lynott. La ballade Still in Love With You est le seul témoignage du passage de Gary Moore dans Thin Lizzy qui figure sur cet album. Après une tournée aux États-Unis en première partie de Bob Seger et de Bachman-Turner Overdrive, Thin Lizzy enregistre l'album Fighting, au son nettement plus rock que son prédécesseur. La chanson Suicide sur laquelle Brian Robertson et Scott Gorham enchaînent les solos avec entrain, met en évidence le potentiel des deux guitaristes.

### The Boys Are Back in Town(1975–1977)

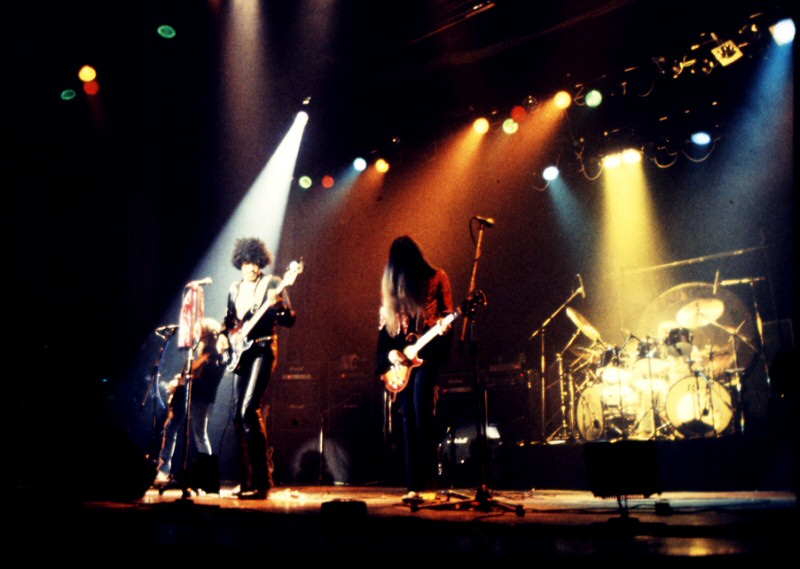
Thin Lizzy sur scène à Oslo en 1977.

Propulsé par le succès du single The Boys Are Back in Town, l'album Jailbreak est une grande réussite. Le son obtenu par les deux guitaristes solistes jouant simultanément une mélodie harmonisée à la tierce, une technique précédemment employée par le groupe Wishbone Ash mais encore inexistante dans le hard rock, devient la marque distinctive du groupe. La chanson Emerald en est le parfait exemple. Par la suite, de nombreux groupes de heavy metal des années 1980 s'en inspireront, notamment Iron Maiden, Judas Priest ou Helloween. En mars 1976, Thin Lizzy donne à nouveau une série de concerts, d'abord au Royaume-Uni, puis aux États-Unis. La tournée américaine est interrompue quand Phil Lynott, atteint d'une hépatite, est contraint de rentrer à Manchester pour y être soigné.
Privé d'une tournée qui lui aurait ouvert les portes du marché américain, le groupe retourne en studio et enregistre l'album Johnny the Fox. Le succès est au rendez-vous, grâce notamment au single Don't Believe a Word, mais aussi à Johnny the Fox Meets Jimmy the Weed, un mélange encore inédit de funk et de hard rock sur lequel Phil Lynott adopte un phrasé emprunté au rap, courant alors balbutiant. En octobre 1976, Thin Lizzy démarre une nouvelle tournée au Royaume-Uni. Les concerts donnés à l'Hammersmith Odeon de Londres sont enregistrés en vue d'un prochain album live. Alors que le groupe s'apprête à partir pour les États-Unis, Brian Robertson est pris dans une bagarre au cours d'une soirée trop alcoolisée. Il s'en sort avec une main profondément entaillée, incapable de jouer de la guitare pendant plusieurs jours. La tournée est annulée. Lynott, furieux, le congédie et propose la place vacante à Gary Moore, qui accepte aussitôt. Les choses s'arrangent au début de l'année 1977 lorsque Thin Lizzy rejoint la tournée du groupe Queen et joue pendant dix semaines devant un public nord-américain. Ce sera alors l'occasion pour Thin Lizzy de voler la vedette sur scène au groupe de Freddie Mercury à plusieurs reprises.
Des problèmes contractuels empêchent Gary Moore de participer à l'album en préparation, Bad Reputation, produit par Tony Visconti. Phil Lynott se tourne vers Brian May, le guitariste de Queen, qui décline la proposition. La responsabilité des parties de guitare revient alors à Scott Gorham. Finalement, Phil Lynott se réconcilie avec Brian Robertson et lui permet de jouer sur quelques titres. Au cours de l'été 1977, le comportement de Phil Lynott commence à changer. Après son hépatite, le leader de Thin Lizzy a pris l'habitude de consommer toutes sortes de pilules. Il s'enfonce progressivement dans la drogue. L'alcool et la cocaïne, consommés jusqu'alors de façon festive, ne lui suffisent plus.
Bad Reputation paraît en septembre. Dès sa sortie, l'album reçoit un accueil chaleureux du public et des critiques. Le single Dancing in the Moonlight (It's Caught Me in Its Spotlight), sur lequel le saxophoniste John Helliwell du groupe Supertramp est invité, offre au groupe un nouveau tube. Thin Lizzy s'engage alors dans une tournée de neuf mois passant par l'Europe et les États-Unis. Brian Robertson, toujours aussi imprévisible et en proie à de sérieux problèmes d'alcoolisme, finit par quitter le groupe. Une fois de plus, Gary Moore réintègre Thin Lizzy.
Entre-temps est publié l'album en public Live and Dangerous, enregistré lors des tournées Johnny the Fox – 1976 et Bad Reputation – 1977. Des débuts avec Eric Bell il ne reste que The Rocker, l'essentiel des chansons provenant des cinq derniers albums, avec une forte représentation de Jailbreak. Un single en est extrait, Rosalie / Cowgirl's Song. Apprécié au-delà du public hard rock, Live and Dangerous est en tout point remarquable et atteint rapidement la notoriété des grands albums live de l'époque, aux côtés de Made in Japan de Deep Purple, Tokyo Tapes de Scorpions, At Budokan de Cheap Trick ou encore If You Want Blood You've Got It d'AC/DC. En 2004, les lecteurs du magazine britannique Classic Rock l'élisent « meilleur album live de tous les temps » devant Strangers in the Night d'UFO et  Made in Japan de Deep Purple.

### The Boy Is Back in Town(1978–1979)
En 1978, le mouvement punk s'est imposé et le monde de la musique a changé. À l'inverse de la plupart des musiciens de hard rock, Phil Lynott ne rejette pas cette évolution. Il participe à l'album So Alone de Johnny Thunders, le guitariste des New York Dolls, puis fonde The Greedy Bastards, rebaptisé ensuite The Greedies, avec Brian Downey, Scott Gorham et deux membres des Sex Pistols, Steve Jones (guitare) et Paul Cook (batterie). The Greedies, qui voit également passer dans ses rangs Gary Moore, Chris Spedding, Jimmy Bain, et deux membres des Boomtown Rats, Bob Geldof et Johnny Fingers, enregistre un single, A Merry Jingle, consistant en une relecture façon punk de chants de Noël, avant de disparaître. À la fin de l'été 1978, Brian Downey est remplacé par Mark Nauseef le temps d'une tournée de trois mois à travers les États-Unis et l'Australie. De retour au Royaume-Uni, Gary Moore enregistre un album solo, Back On The Streets, qui sort en janvier 1979. Phil Lynott, Scott Gorham et Brian Downey y participent. On y découvre une version remaniée de « Don't Believe a Word » (la version originale figure sur l'album Johnny the Fox de Thin Lizzy) ainsi qu'une ballade coécrite par Gary Moore et Phil Lynott, Parisienne Walkways, qui obtiendra un énorme succès et qui était un titre incontournable du répertoire de Gary Moore.
Entre décembre 1978 et février 1979, Phil Lynott, Gary Moore, Scott Gorham et Brian Downey sont à Paris pour l'enregistrement d'un nouvel album de Thin Lizzy, Black Rose – A Rock Legend. Au grand dam de Gary Moore, les autres membres du groupe s'intéressent plus aux bars et aux clubs de la capitale française qu'à l'album en préparation. Sorti en avril 1979, Black Rose – A Rock Legend est néanmoins l'un des meilleurs albums réalisés par Thin Lizzy. L'attitude nonchalente de Phil Lynott ainsi que sa consommation excessive de drogues et d'alcool finissent par excéder Gary Moore qui quitte définitivement le groupe au milieu de la tournée américaine. Thin Lizzy continue à trois, avant d'être rejoint par Midge Ure puis par Dave Flett, l'ancien guitariste de Manfred Mann's Earth Band. À la fin de la tournée, Midge Ure et Dave Flett s'en vont et Thin Lizzy accueille dans ses rangs Snowy White, connu pour avoir accompagné Pink Floyd lors des concerts de 1976 et 1977. Calme et fiable, Snowy White est à l'opposé des guitaristes caractériels tels que Brian Robertson et Gary Moore qui l'ont précédé.
Entouré de musiciens venus d'horizons divers comme Mark Knopfler, Huey Lewis, Midge Ure ou Gary Moore, Phil Lynott enregistre un premier album solo, Solo in Soho, qui paraît en janvier 1980. La chanson Dear Miss Lonely Hearts est interprétée par Thin Lizzy au complet et donne un aperçu de l'album à venir, Chinatown. Outre l'arrivée de Snowy White, Chinatown marque les débuts de Darren Wharton aux claviers. La musique de Thin Lizzy est devenue moins incisive, et, en dépit de bons titres tels que Chinatown et Killer on the Loose, l'album déçoit les fans du groupe. Sur scène, Snowy White, bien que très bon guitariste, est trop effacé. Et lorsque sort Renegade, en novembre 1981, Thin Lizzy a du mal à s'imposer face aux groupes issus de la New wave of British heavy metal (NWOBHM). Début 1982, Phil Lynott publie un deuxième album solo, The Philip Lynott Album, sans grand succès. Peu de temps après, Snowy White annonce son départ de Thin Lizzy. Tous ces échecs affectent Phil Lynott qui se réfugie plus que jamais dans la drogue.

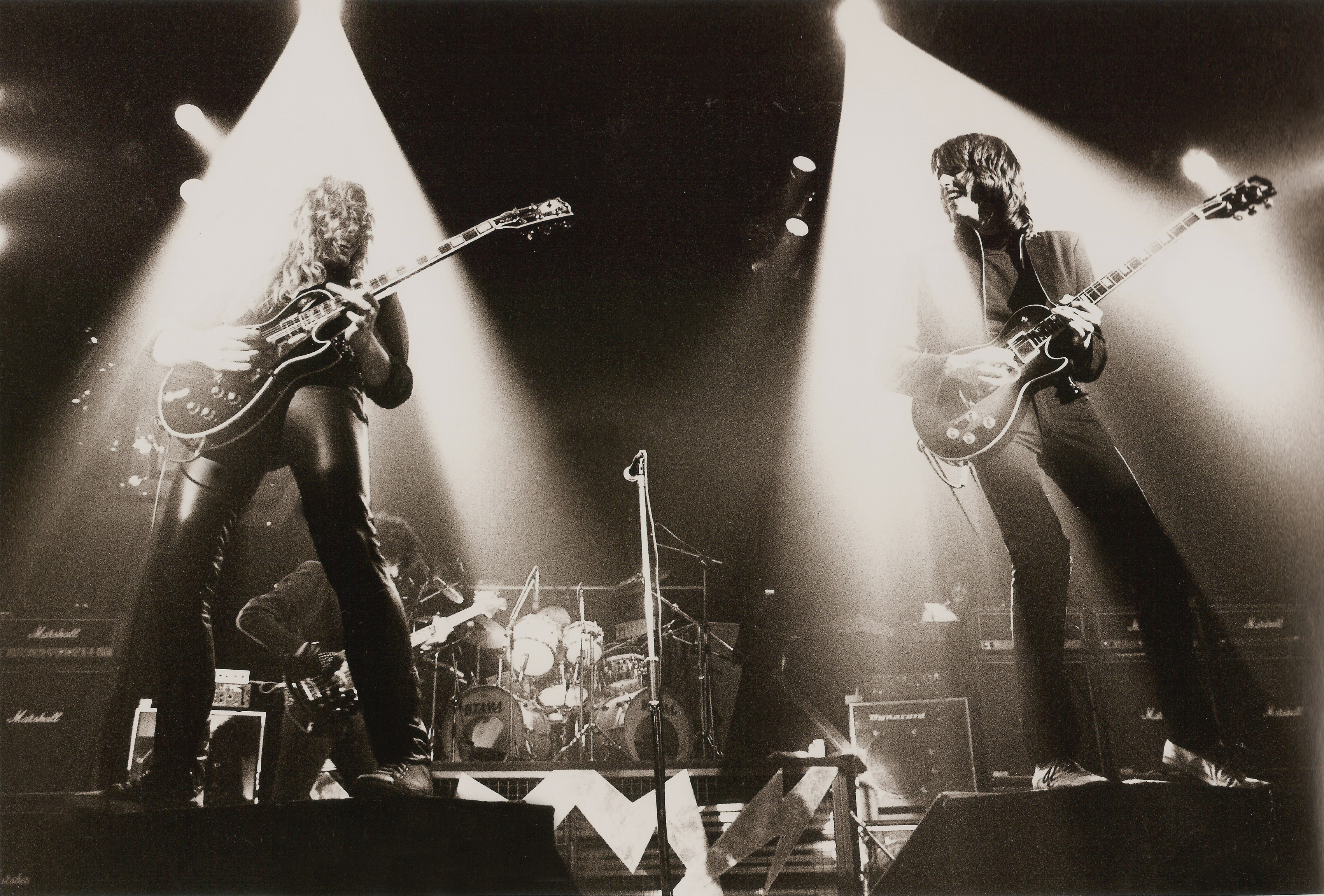
Thin Lizzy en concert à Manchester en 1983.

Pour relancer Thin Lizzy, Phil Lynott fait appel à John Sykes, un guitariste-chanteur rencontré par l'intermédiaire de Chris Tsangarides, le producteur de l'album Renegade. John Sykes, qui a précédemment joué avec Tygers of Pan Tang, apporte à Thin Lizzy un son nouveau, saturé à l'extrême et franchement agressif. Phil Lynott envisage cependant de dissoudre Thin Lizzy, poussé par Scott Gorham, épuisé après plusieurs années de tournées, et par le manager Chris Morrison, persuadé d'attirer plus de public aux concerts avec une tournée d'adieux. Le groupe enregistre l'album Thunder and Lightning et effectue une dernière tournée qui s'achève le 4 septembre 1983 à Nuremberg. En décembre, l'album live Life (enregistré à l'Hammersmith Odeon courant mars 1983) clôt la carrière de Thin Lizzy. On y retrouve une dernière fois tous les guitaristes qui ont un jour fait partie du groupe : Snowy White apparaît sur « Renegade » (version datant de 1981, il ne fut pas invité sur cette tournée d'adieux), Brian Robertson sur Emerald (titre enregistré à Glasgow, les versions de l'Hammersmith présentant une qualité sonore insatisfaisante), John Sykes sur Still in love with you et Gary Moore sur Black Rose. L'album se termine avec une version de The Rocker réunissant Eric Bell, Gary Moore, Scott Gorham, Brian Robertson, John Sykes, Darren Wharton, Brian Downey et Phil Lynott.

### Projets parallèles et hommages (1985–1996)
Plusieurs compilations ont été publiées. Parmi elles, Dedication : The Very Best of Thin Lizzy (1991), qui contient le titre Dedication, une chanson inédite enregistrée en 1983 par Phil Lynott et retravaillée en studio des années plus tard par Scott Gorham et Brian Downey. Plus complet et comportant de nombreux titres rares, le coffret Vagabonds Kings Warriors Angels (2001) retrace à travers quatre CD la carrière du groupe et de son leader, Phil Lynott.
Aux deux albums live produits par Thin Lizzy entre 1970 et 1983 se sont ajoutés BBC Radio 1 Live in concert (1992), enregistré lors du passage de Thin Lizzy le 28 août 1983 au festival de Reading (Royaume-Uni), Boys are Back in Town : Live in Australia (1999), enregistré lors de la tournée australienne de 1978, ainsi que The Peel Sessions (1994) qui est plus précisément une compilation de titres enregistrés en public pour l'émission radiophonique de John Peel sur BBC Radio 1 entre 1973 et 1977.
En mai 1984, après avoir dissous Thin Lizzy sans être sûr d'avoir pris la bonne décision, Phil Lynott monte un nouveau groupe, Grand Slam, avec Laurence Archer (guitare soliste), Doish Nagle (guitare rythmique), Mark Stanway (claviers) et Robbie Brennan (batterie). L'alcool et la drogue font encore partie de la vie de Phil Lynott et en conséquence aucune maison de disques ne s'aventure à produire Grand Slam qui disparaît très rapidement. Phil Lynott se tourne alors de nouveau vers une carrière solo et, avec l'aide du producteur Paul Hardcastle, enregistre le morceau Nineteen qui sort en single (quelques mois plus tôt, Paul Hardcastle a été numéro un en tant que chanteur avec une autre chanson intitulée Nineteen). On retrouve également Phil Lynott sur l'album Run for Cover de Gary Moore, avec les chansons Military Man (à l'origine écrite pour Grand Slam) et Out in the Fields.
Le jour de Noël 1985, Phil Lynott est retrouvé inconscient dans sa maison. Hospitalisé, il meurt le 4 janvier 1986 de multiples lésions aux reins, au foie et au cœur résultant des abus de drogues et d'alcool accumulés depuis le début de sa carrière. Quelques semaines avant, il avait repris contact avec Scott Gorham, Brian Downey et John Sykes pour leur annoncer son intention de reformer Thin Lizzy.
En 1993, Brian Downey et Brian Robertson, accompagnés de Doug Brockie (guitare), Doish Nagle (basse) et Bobby Tench (chant) remontent sur scène pour interpréter des chansons de Thin Lizzy. L'année suivante, John Sykes (guitare, chant), Scott Gorham (guitare), Brian Downey (batterie), Darren Wharton (claviers) et Marco Mendoza (basse) effectuent une tournée au Japon sous le nom Thin Lizzy.

### Thin Lizzy sans Lynott (depuis 1996)

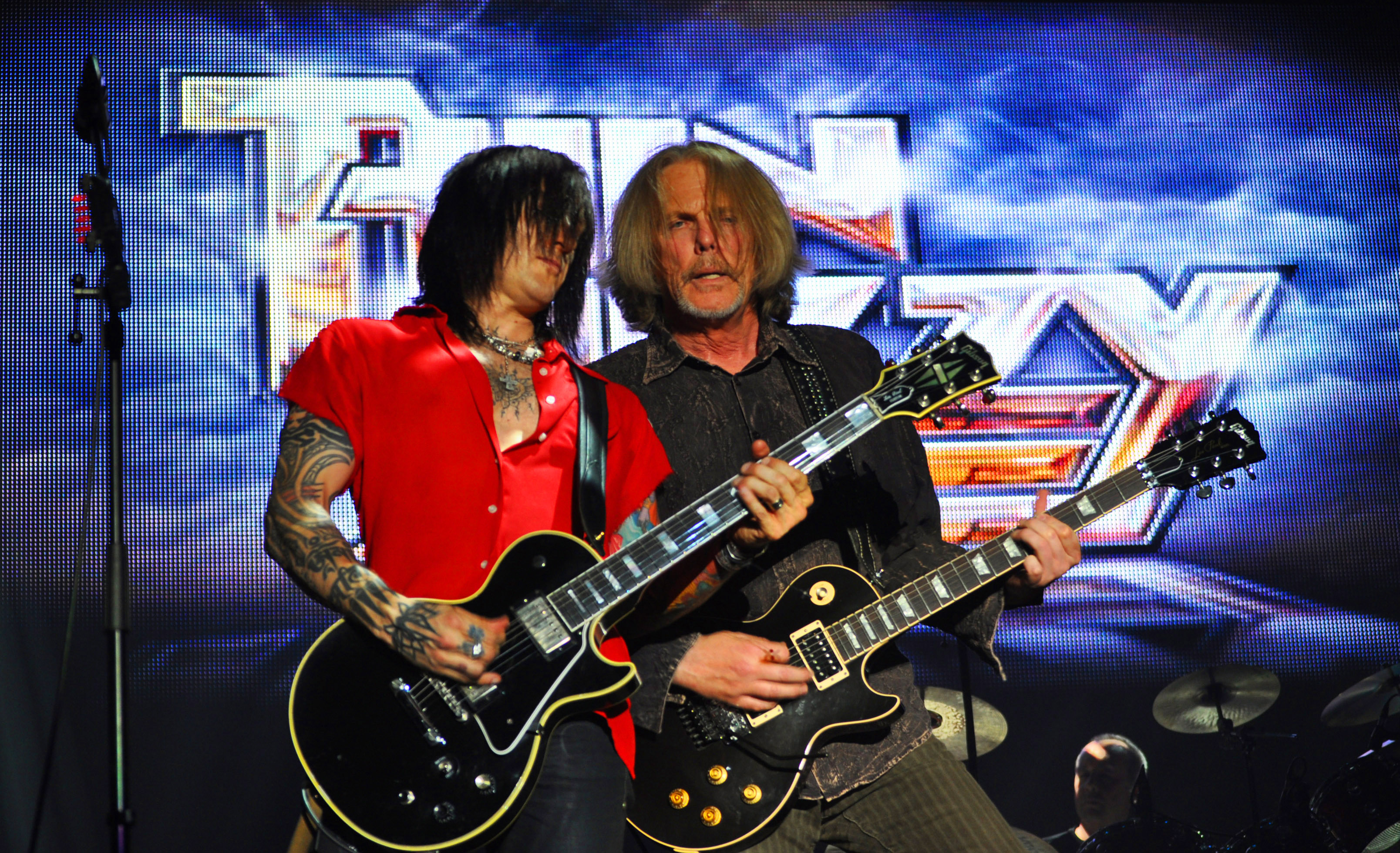
Thin Lizzy à Tours en 2011, en première partie de ZZ Top.

L'accueil rencontré incite le groupe à continuer et à planifier d'autres tournées. Un album live intitulé One Night Only est paru en 2000, avec Tommy Aldridge à la batterie en remplacement de Brian Downey. Sorti un an après avec une présentation bâclée, Extended Versions reprend pratiquement les mêmes chansons dans un ordre différent. Depuis, Tommy Aldridge quitte le groupe, remplacé par Michael Lee (décédé en 2008) ; Thin Lizzy, avec ou sans Darren Wharton, continue de se produire devant un public d'inconditionnels.
Depuis le 19 août 2005, une statue à l'effigie de Phil Lynott est érigée à Dublin. Son inauguration a été suivie d'un concert organisé par Gary Moore. Le guitariste irlandais, entouré de Brian Downey, Jonathan Noyce (bassiste de Jethro Tull), Brian Robertson, Scott Gorham et Eric Bell, s'est replongé avec enthousiasme et beaucoup d'émotion dans le répertoire de son ancien groupe.
En 2010, le groupe se reforme autour de Scott Gorham, Brian Downey, Darren Wharton et Marco Mendoza, auxquels s'adjoignent deux nouveaux musiciens : Vivian Campbell (Dio, Def Leppard) à la guitare et Ricky Warwick (The Almighty) au chant. Une tournée européenne prend place au début de l'année 2011 avec un passage au Bataclan à Paris le 26 janvier.

### Reprises et références
La musique de Thin Lizzy et de Phil Lynott vit également à travers de nombreuses reprises : Whiskey in the Jar par Metallica (bien qu'il s'agisse dans ce cas précis d'une reprise d'un morceau traditionnel, c'est bien la version de Thin Lizzy qui a servi de modèle), Massacre par Iron Maiden, Dancing In The Moonlight par U2, The Boys Are Back in Town par Bon Jovi, Old Town par The Corrs... Sade a repris le morceau Still In Love With You en mai 2011, en tant que titre inédit pour son best-of, tirant une interprétation très personnelle de la chanson, choisie comme single promotionnel.
Par ailleurs, les groupes d'hommage Ain't Lizzy et Limehouse Lizzy perpétuent le répertoire du groupe.